# Holmbro
Holmbro är en by i Skogs-Tibble socken, Uppsala kommun.
Holmbro omtalas första gången i skriftliga handlingar 1331 ('in Hylmbro'), då Ramborg Israelsdotter (And) gav bort jord i byn till Skogstibble prästgård. Byn omfattade 1540-1572 3 skattegårdar och 2 kyrkoutjordar. 1550 uppges bönderna i byn ha god åker, dålig äng, en kvarn med bra ström, men inget fiskevatten.
Byn har ett gravfält (RAÄ 1 Skogstibble) om 36 runda och 4 rektangulära stensättningar. I anslutning till gravfältet finns även en hög (RAÄ 3 Skogstibble). I samband med byggnation av bönhus i byn 1897 schaktades delar av högen bort, och man påträffade då ett vikingatida svärd. 1902 undersöktes högen under ledning av Oscar Almgren, med fynd av flera begravningar och föremål daterade till vikingatiden. Två stensättningarna på RAÄ 1 undersöktes samtidigt.
Johan Hansson Montelius, anfader för släkten Montelius, föddes i byn 1683.